# Fara Gera d'Adda
Fara Gera d'Adda é uma comuna italiana da região da Lombardia, província de Bérgamo, com cerca de 6.748 habitantes. Estende-se por uma área de 10 km², tendo uma densidade populacional de 675 hab/km². Faz fronteira com Canonica d'Adda, Cassano d'Adda (MI), Pontirolo Nuovo, Treviglio, Vaprio d'Adda (MI).

## Demografia
| Variação demográfica do município entre 1861 e 2011                               |
|                                                                                   |
| Fonte: Istituto Nazionale di Statistica (ISTAT) - Elaboração gráfica da Wikipedia |